# Zeller Hochbrücke

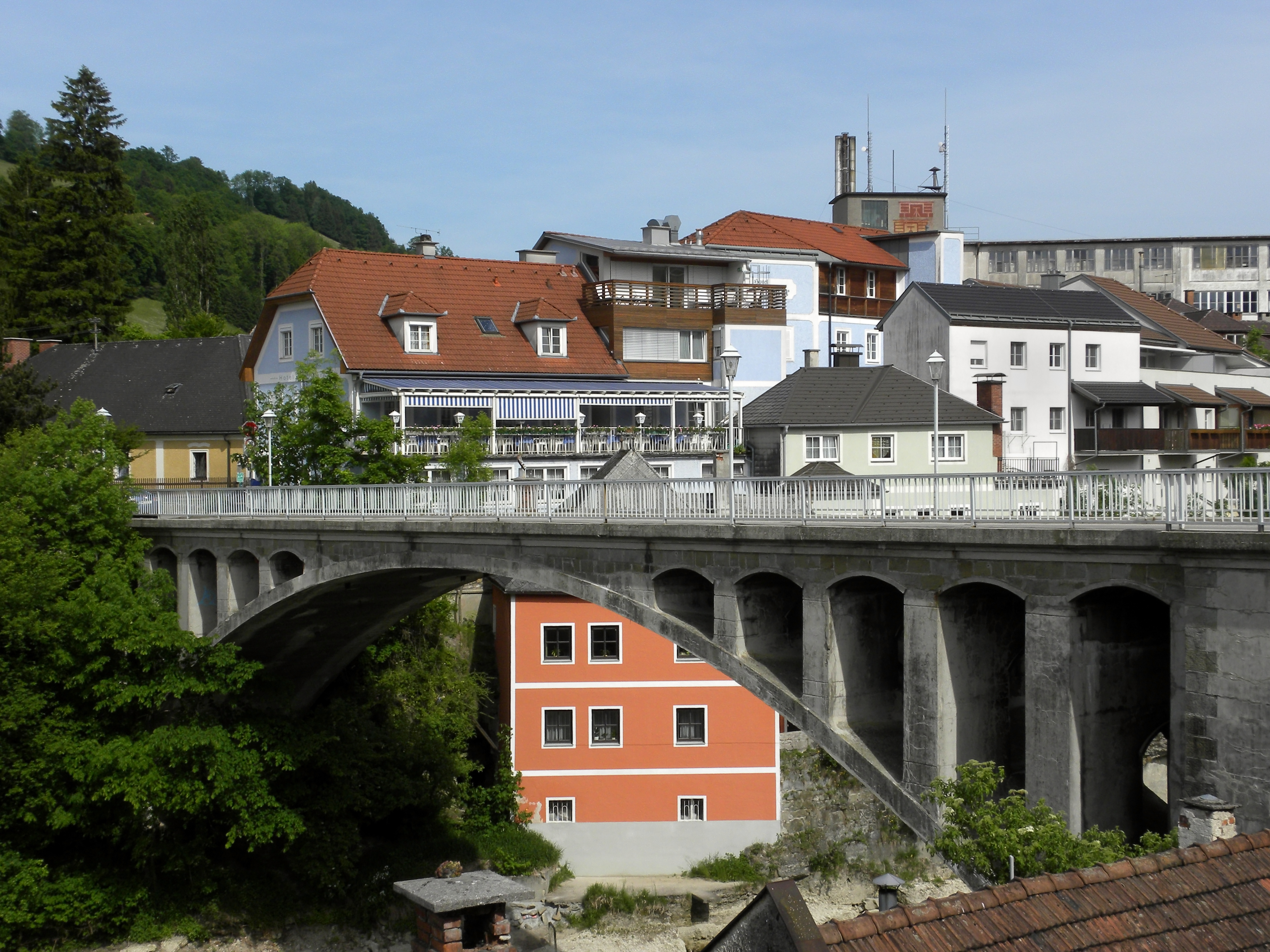
Zeller Hochbrücke

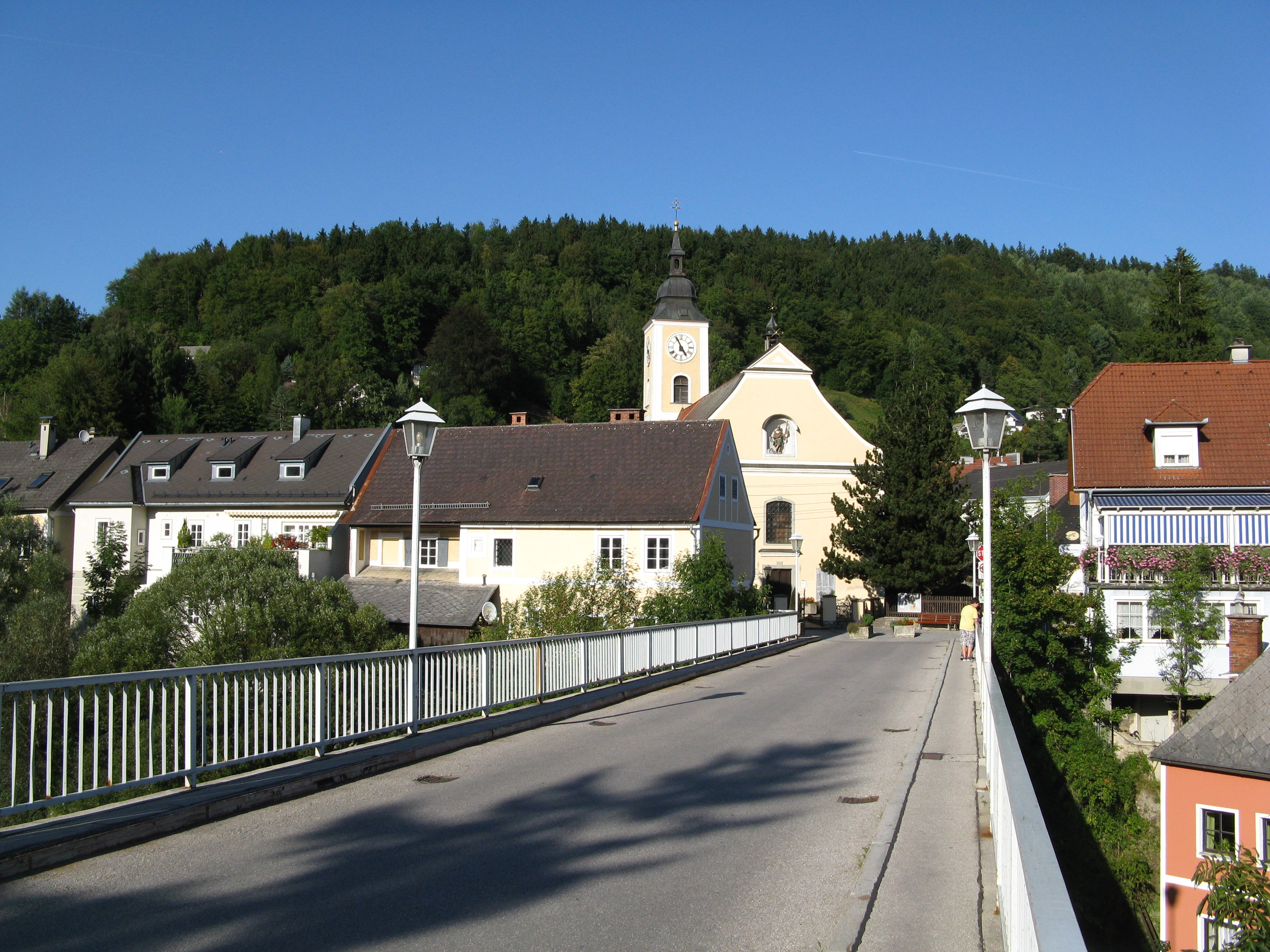
Zeller Hochbrücke, im Hintergrund Pfarrkirche Zell an der Ybbs

Die Zeller Hochbrücke über dem Fluss Ybbs steht in der Statutarstadt Waidhofen an der Ybbs in Niederösterreich. Die Brücke steht unter Denkmalschutz (Listeneintrag).

## Lage
Die das Stadtbild prägende Brücke verbindet die Ybbsitzer Straße in Waidhofen mit dem Kirchenplatz in Zell an der Ybbs.

## Geschichte
Die Stahlbetonbrücke wurde 1898 erbaut und 1967/1970 renoviert. Eine Gedenktafel nennt Kaiser Franz Josef I. Regierungs-Jubiläums-Brücke erbaut im Jahre 1898 von der Gemeinde Markt Zell unter dem Bürgermeister Alexander Moyses.

## Beschreibung
Die Brücke mit zwei Bögen und einem Strompfeiler hatte zur Bauzeit die bemerkenswerte Spannweite von 44,6 m und eine Höhe von 17 m. Die beidseitigen Pfeiler haben segmentbogenartige Abschlüsse. Auf Höhe des Strompfeilers befinden sich balkonartig erweiterte Gehsteige.